# Abdij Notre-Dame de Scourmont

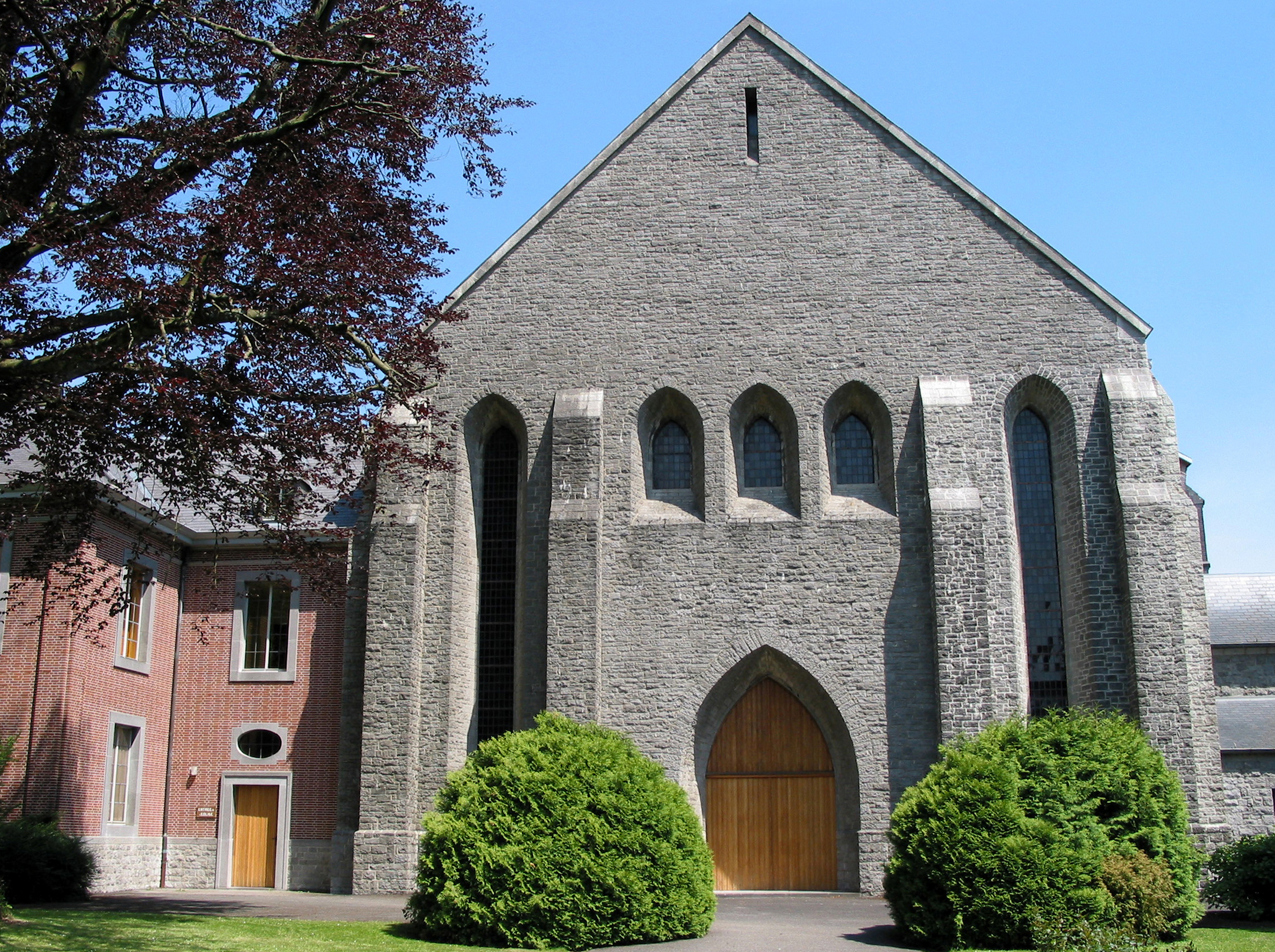
Entreepoort van de kapel

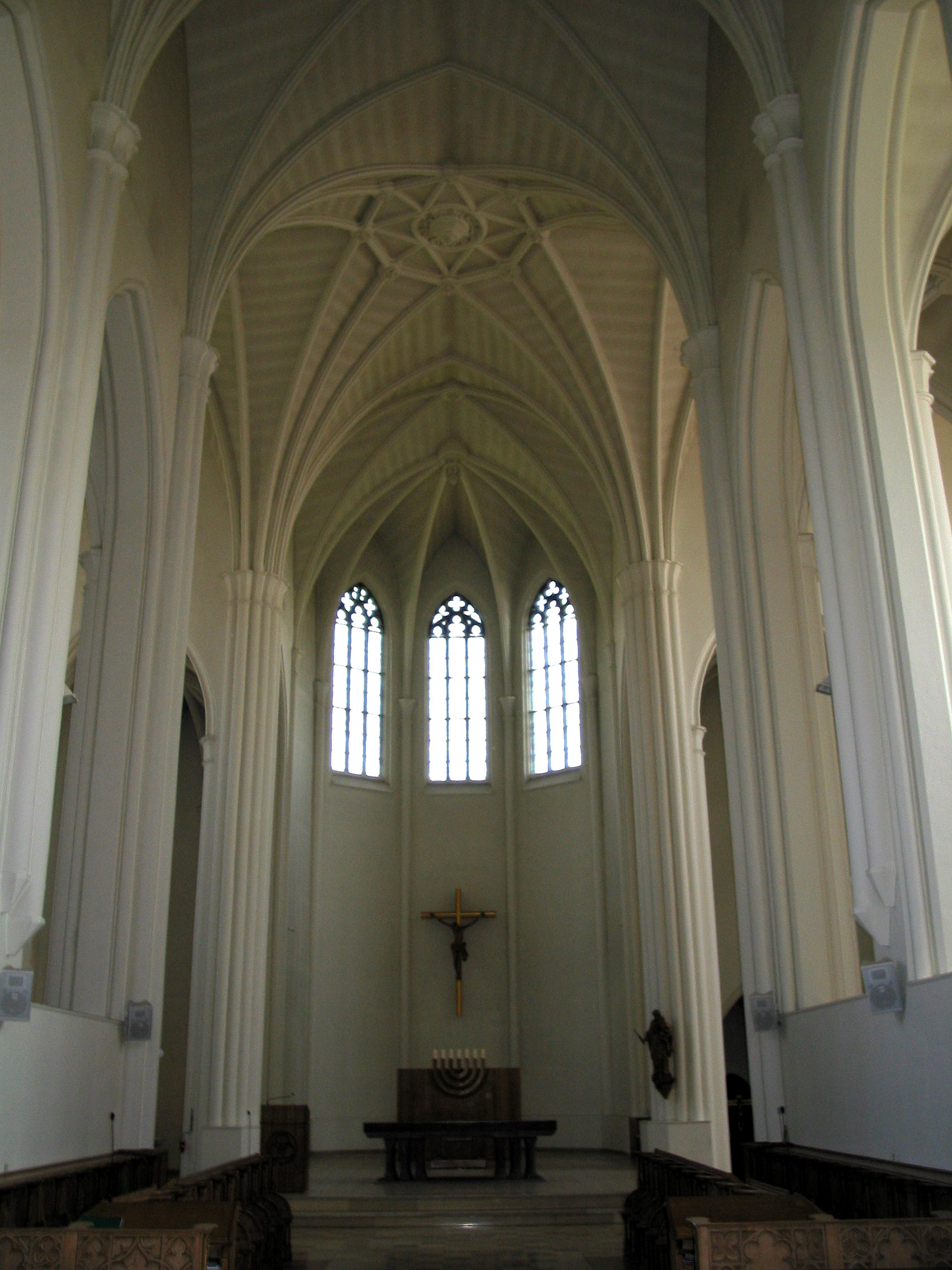
Binnenkant van de kapel

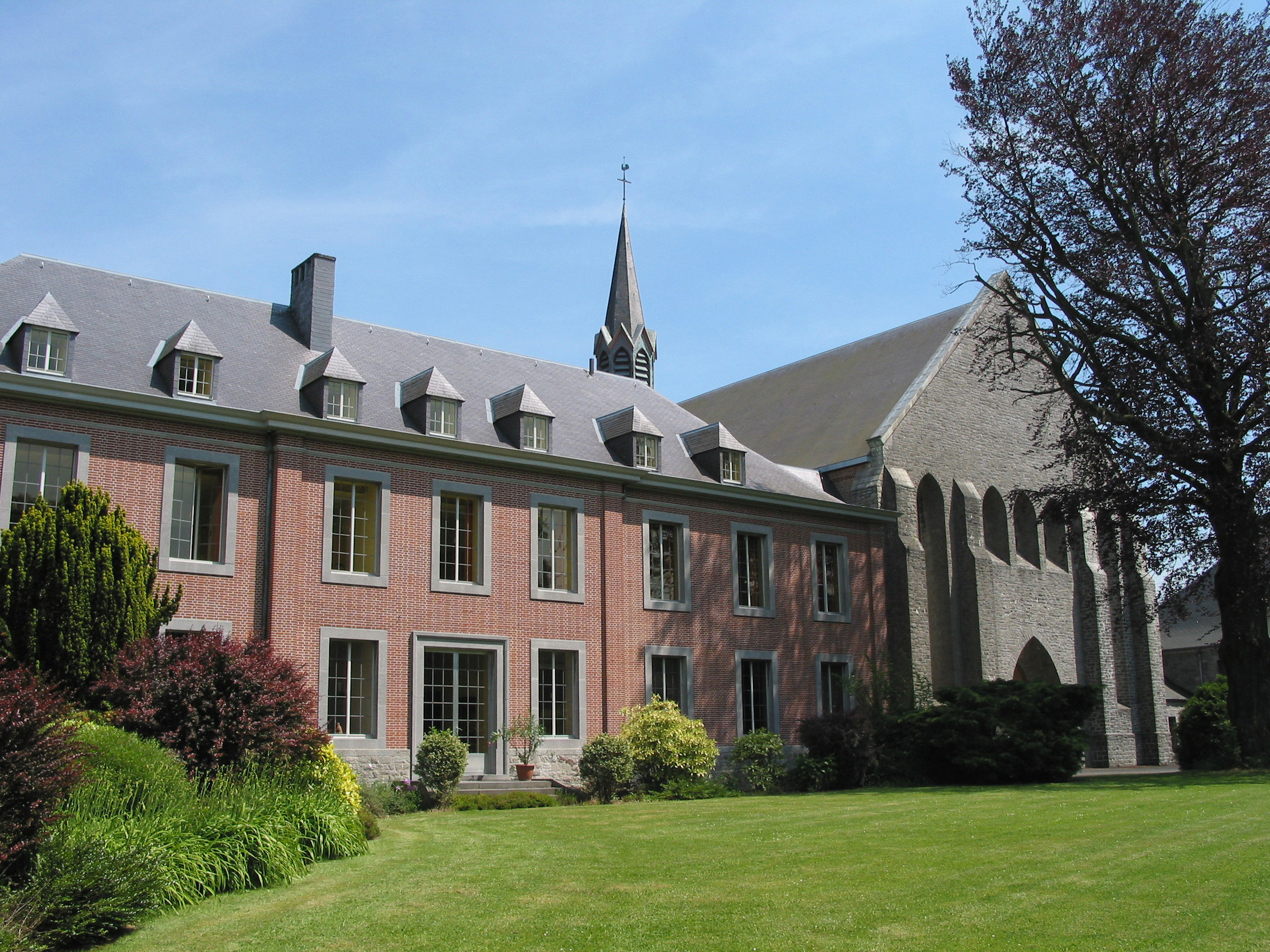
Tuin van de binnenplaats, met de kapel aan de rechterkant

De abdij Notre-Dame de Scourmont, is een abdij van de orde van de Trappisten.

## Geschiedenis
De abdij ligt op het grondgebied van Forges, op ongeveer tien kilometer van de stad Chimay. Ze werd op 25 juli 1850 gesticht als trappistenklooster, op initiatief van Eerwaarde Heer Jourdain, pastoor van Virelles. Zeventien monniken uit het klooster Sint-Sixtus van Westvleteren begonnen een stuk grond te ontginnen, dat hen door prins Joseph de Chimay was geschonken. Het opgerichte fundatiekruis vermeldt: « Le 25 juillet 1850 les moines cisterciens fondant l’abbaye de Scourmont commencèrent à louer Dieu et à défricher la terre ». In 1871 werd het klooster een volwaardige abdij.
De abdijgemeenschap bestond weldra uit 80 monniken (1858). In 1984 waren het er nog een veertigtal, na 2000 een twintigtal. De monniken leven volgens de regels van de trappisten, waarbij gebed (persoonlijk of in groep), arbeid en rust elkaar afwisselen. De afzondering en de stilte zijn hierbij belangrijke elementen. De monniken komen vijf- of zesmaal per dag in hun kerk samen om er de goddelijke diensten te volbrengen. Gasten worden onthaald in het gastenhuis.
De monniken werden door de Duitse bezetter uit hun abdij gezet van 28 mei tot 2 juli 1940 en van 12 april 1942 tot 1 september 1944.
De monniken dragen bij tot het internationale tijdschrift voor geschiedenis en spiritualiteit van de Cisterciënzers, Collectanea Cisterciensia en publiceren ook zelf onder de naam les Cahiers Scourmontois. Sommige monniken nemen deel aan de dialoog met boeddhistische en Tibetaanse monniken.
Sinds 1999 bestaat ook een 'Lekengemeenschap van Cisterciënzers', waarvan de leden zich met de abdij hebben verbonden.

## Priors en abten
- François Decroix, prior (25/07/1850 - 10/03/1859)
- Hyacinthe Bouteca (1825-1897), prior (10/03/1859 - 06/10/1871) en abt (06/10/1871 - 18/04/1890)
- Godefroid Bouillon (†1901), apostolisch administrator (24/08/1890 - 15/07/1893) en abt (15/07/1893 - 18/12/1901)
- Norbert Sauvage (1876-1923), abt (20/02/1902 - 16/09/1913). Hij was pas 25 toen hij werd verkozen. In 1913 werd hij aangesteld tot procureur generaal en geestelijke leider van de Trappistenorde, wat hij bleef tot aan zijn vroege dood in 1923.
- Anselme Le Bail, abt (04/10/1913 - 09/11/1956). Kreeg in 1949 een beroerte die hem verdere activiteit ontzegde.
- Guerric Baudet (1913-2009), apostolisch administrator (24/05/1949 - 09/11/1956) en abt (09/11/1956 - 14/09/1988)
- Thomas Vilain (†2000), abt (18/10/1988 - 26/01/1992), nam ontslag in 1992 en werd nadien nog prior. Hij was ook een aantal jaren hoofd van de brouwerij.
- Gérard Van Gheluwe, prior (15/02/1992 - 25/07/1992) en abt (25/07/1992 - 26/03/1996)
- Ambrose Southey, prior (09/11/1996 - 08/09/1998) was voordien abt geweest (1959-1974) van de abdij Mount Bernard in Coalville (Canada) en generaal overste van de Trappistenorde (1974-1990).
- Armand Veilleux (°1937), prior (08/09/1998 – 15/05/1999) en abt (15/05/1999 - 17/11/2017), was voordien abt van de abdij Notre Dame de Mistassini (Canada) (1969-1974), verantwoordelijke voor de ondersteuning van abdijen in de Derde Wereld (1975-1982), prior en abt van de abdij van Conyers (USA) (1983-1990) en procureur generaal van de Trappistenorde (1990-1998). Hij was van nabij betrokken bij het onderzoek naar de moorden in maart 1996 van de zeven trappisten van de abdij in Tibhirine bij Médéa (Algerije). Hij heeft hierover heel wat gepubliceerd en hypotheses over de ware gebeurtenissen geformuleerd. Dom Veilleux wordt door velen als tamelijk 'links' en 'progressief' beschouwd, waarbij hij in zijn geschriften en preken een kritische houding tegenover de kerkorganisatie in Rome niet schuwt.
- Damien Debaisieux, abt (17/11/2017 - heden).

## Stichtingen
De abdij van Scourmont heeft initiatieven genomen voor nieuwe stichtingen.
- In 1925 werd de abdij Notre-Dame de la Paix in Chimay opgericht voor cisterciënzerzusters
- In 1928 werd de abdij van Caldey (een eiland ten zuiden van Wales) geaffilieerd: anglicaanse benedictijnen die katholiek waren geworden vertrokken naar Prinknash en werden vervangen door monniken van Scourmont.
- In 1954 zijn enkele monniken naar Goma in Kongo getrokken en hebben er de Abdij van de Mokotomeren gesticht. Deze abdij heeft zwaar geleden tijdens de oorlogen in Oost-Kongo en werd in 1996 volledig vernield. De monniken namen hun intrek in een voorlopig klooster in Keshero bij Goma, terwijl sommigen onder hen onderdak vonden in Scourmont of in andere abdijen.
- In 1955 vertrok pater Francis Mahieu van Scourmont naar Indië en stichtte er de abdij van Kurisumala (Tiruvalla, Kerala, Indië).
- In 1978 werd de abdij Notre-Dame de Soleilmont (Fleurus) voor cisterciënzerzusters, geaffilieerd.
- De abdij is ook het moederhuis voor nog twee andere kloosters van cisterciënzerinnen: de abdij N.-D. de la Clarté-Dieu in Kongo en de abdij Ananda Matha Ashram, in Makkiyad (Kerala, Indië).

## Brouwerij
Zie ook het hoofdartikel Chimay (bier)
Het eerste Chimaybier werd in 1862 gebrouwen. De eerste leveringen van het bier deden de paters zelf. Ze zorgden te voet voor een huis-aan-huislevering. Tegenwoordig vinden het brouw- en gistingsproces binnen de abdij plaats. Het aftappen van de flessen gebeurt in Baileux, een dorp dat zich tussen de abdij en de stad Chimay bevindt.
Sinds 2011 wordt er door de paters ook het trappistenbier Mont des Cats gebrouwen.

## Kaasmakerij

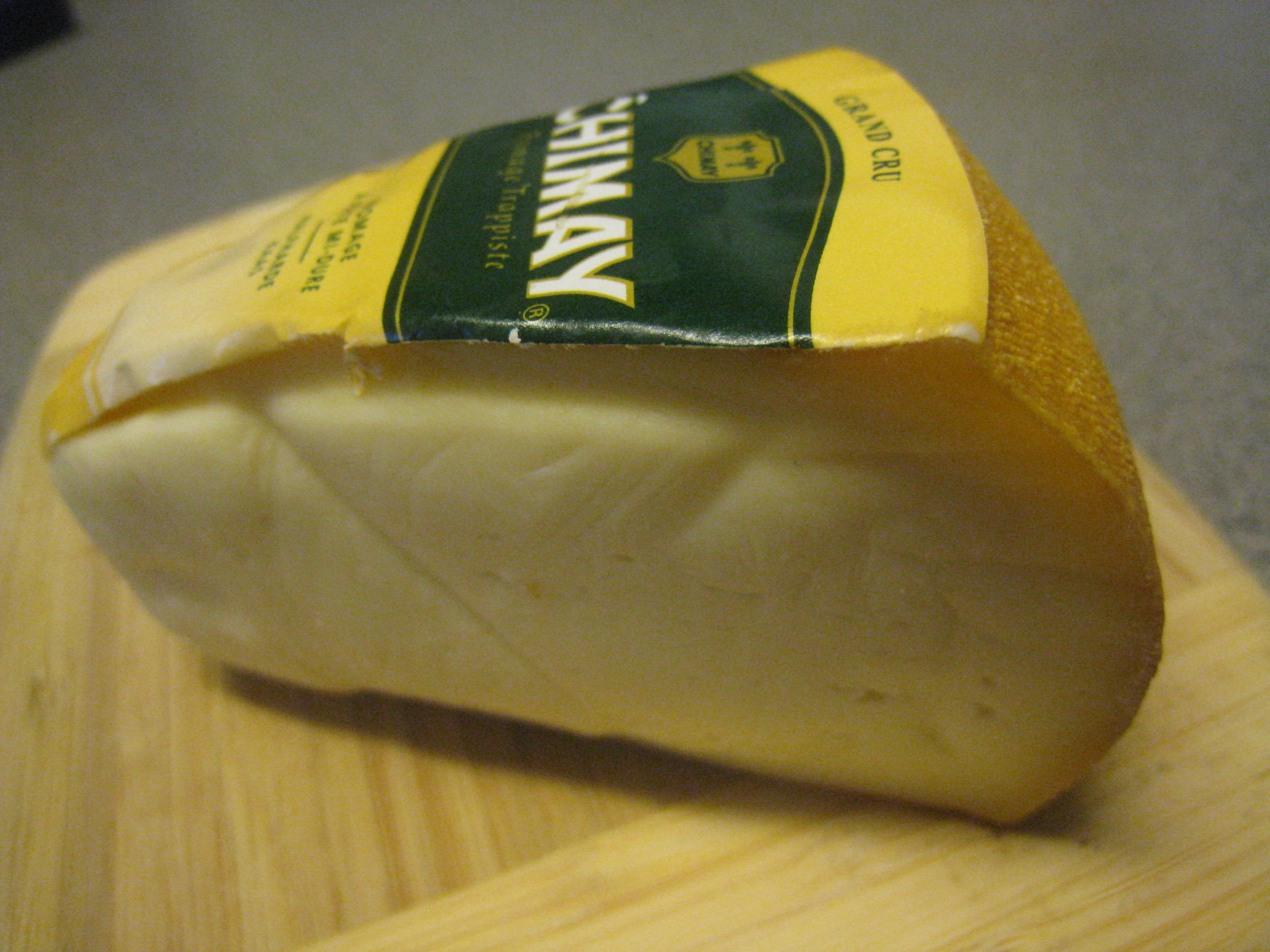
Chimay grand cru

Zie ook het hoofdartikel Chimay (kaas)
In 1876 beproefden de trappistenmonniken van Chimay een oud recept om een halfharde kaas te maken, die ze lieten rijpen in de kelders van de abdij. Tot 1982 werd er één soort kaas gemaakt, in 24 jaar steeg de productie van 120 ton naar 900 ton kaas, en werden er vier extra kazen aan het assortiment toegevoegd. De kaasmakerij bevindt zich niet meer binnen de muren van de abdij, maar wel in Baileux.